# Regensburgska interim
Regensburgska interim kallas den av kejsar Karl V vid en samtidigt med riksdagen i Regensburg 1541 hållen konferens framlagda förmedlande religionsstadga, genom vars antagande av både katoliker och protestanter han hoppades kunna på fredlig väg slita den emellan dem uppkomna religiösa konflikten. 
Detta förlikningsförslag, som särskilt i läran om rättfärdiggörelsen rätt mycket närmade sig den evangeliska åskådningen, lades till grund för de förhandlingar, som fördes emellan de utsedda konferensdelegerade: Eck, Gropper och Julius von Pflugk på den katolska sidan samt Melanchton, Bucer och Pistorius på den protestantiska. 
Till en början såg det även ut, som om man skulle kunna bli tämligen ense. På frågorna om kyrkan och dess författning samt om nattvarden strandade dock alla bemödanden om förlikning. När därtill kom, att den påliga kurian vägrade stadfästelse även av de fyra artiklar, om vilka man lyckats komma överens, måste förhandlingarna avbrytas utan att ha lett till det åsyftade resultatet. 
Deras stora historiska betydelse ligger i att utgöra gränsen för de fredliga utjämningsförsökens tid i reformationskrisen; efter Regensburgska interims misslyckande bestämde sig Karl V definitivt för våldet, liksom den nya jesuitordens motreformatoriska tendens fick segern inom romerska kyrkan.